# Jubilee 2000
Jubilee 2000 è stato un movimento di coalizione internazionale in oltre 40 paesi che ha chiesto la cancellazione del debito del terzo mondo entro l'anno 2000. Questo movimento ha coinciso con il Grande Giubileo dell'anno 2000 nella Chiesa cattolica. Come pianificato, la Jubilee 2000 Coalition si è sciolta alla fine dell'anno del millennio ma ha lasciato un'eredità di organizzazioni in tutto il mondo.

## Concetto
Il concetto deriva dall'idea biblica dell'anno del Giubileo, il 50° anno. Nell'anno del Giubileo, come citato nel Levitico, coloro che sono stati resi schiavi a causa dei debiti vengono liberati, le terre perse a causa dei debiti vengono restituite e la comunità lacerata dalla disuguaglianza viene ripristinata. Il movimento mirava a cancellare 90 miliardi di dollari di debito dovuto dalle nazioni più povere del mondo, riducendo il totale a circa 37 miliardi di dollari.
L'idea è stata articolata per la prima volta dall'attivista Paul Vallely nel suo libro del 1990 Bad Samaritans – First World Ethics and Third World Debt e ripresa da Martin Dent, un docente di politica presso l'Università di Keele in pensione, che con il suo amico, il diplomatico in pensione William Peters, ha collegato il Giubileo biblico a un moderno programma di riduzione del debito e ha fondato la campagna Jubilee 2000 nei primi anni '90.